# Lamparetes
Lamparetes és el setè àlbum del grup de pop mallorquí Antònia Font, el sisè d'estudi, publicat sota el segell discogràfic propi Robot Innocent. Es va posar a la venda el dia 11 d'abril de 2011 a l'Espai Xocolat de Mallorca i el dia 12 a la resta de l'estat espanyol. El 3 de setembre de 2012, Lamparetes va superar les 20.000 còpies venudes a Espanya i va esdevenir així disc d'or. Es van fer videoclips de dues cançons de Lamparetes: «Clint Eastwood» i «Calgary 88».
Lamparetes va arribar cinc anys després de Batiscafo Katiuscas, l'últim disc d'estudi que havia publicat la banda mallorquina, enmig de rumors sobre la seva dissolució. Després d'una gira esgotadora del recopilatori simfònic Coser i cantar (DiscMedi/Blau, 2007), Antònia Font va decidir publicar sota un segell discogràfic propi, Robot Innocent Companyia Discogràfica, a fi de tenir completa independència de les productores. La cançó «Clint Eastwood», que és un homenatge al director de cinema i actor Clint Eastwood, va ser el tema que va impulsar la creació de la resta del disc. El 22 de març, abans de la publicació del disc, Antònia Font va publicar «Clint Eastwood» com un avançament a través de la xarxa. La gira de presentació del disc va arrancar el 25 d'abril al Teatre Principal de Palma i va seguir per diversos indrets de Catalunya.

## Anàlisi
El guitarrista i compositor del grup Joan Miquel Oliver va explicar com, a l'hora de començar a compondre el disc, es va trobar en «un moment de crisi, en què no sabia què dir». L'actor estatunidenc Clint Eastwood li va servir d'inspiració per compondre la cançó del mateix títol, a partir de la qual va crear la resta de material. Després de «Clint Eastwood», Oliver va compondre «Me sobren paraules», en referència a com ja «li sobraven les paraules i les idees.» De fet, per primera vegada en la carrera d'Antònia Font el grup va haver de descartar cançons ja enregistrades. Oliver va escriure les lletres fent ús de l'escriptura automàtica, com era habitual a Antònia Font, però defugint lleugerament del concepte poètic per introduir-se a la narrativa, fent les lletres molt més descriptives que en altres discs. Oliver va apostar per un estil més clar i concís, que pogués «agradar més» al públic però sense caure en un estil comercial, admetent una major dificultat a l'hora de compondre amb aquest estil narratiu que no pas amb el més abstracte de discs anteriors. Oliver va citar Eastwood com un paradigma de la voluntat d'innovar respecte treballs anteriors, també tan característica d'Antònia Font.
No només hi ha la cançó «Pioners», tot el disc va d'això, del progrés... El progrés vist positivament. Avui dia el progrés només significa contaminació, catàstrofes nuclears... És sinònim d'això, però hi ha ciutats... la pau, joder!, també és fruit del progrés. 
La temàtica central de Lamparetes són el progrés i els pioners, vists en clau positiva. La cançó «Coses modernes», que alguns compararen amb «The Modern Things» de Björk, defensa rotundament la idea del progrés, esmentant que «totes les coses modernes han esperat molt». El concepte dels pioners lluitant per avançar sobresurt a «Pioners», però també és present a «Clint Eastwood», que menciona que «un home tot sol no sempre se basta», i a «Icebergs i guèisers», musicalment semblant a «All the Young Dudes» de David Bowie. Més enllà d'Eastwood, el disc homenatja tots aquells homes «unineuronals» però amb «la capacitat extraordinària de protagonitzar fites històriques», com Abraham Lincoln i Vito Corleone, raó per la qual Homes n'havia de ser el títol en un principi. Finalment, es decantaren per les lamparetes com a concepte del títol, que segons Oliver «simbolitzen la civilització en contra de la naturalesa hostil» i com l'humà envaeix allò natural «per crear ciutats i espais habitables». «Carreteres que no van enlloc» també indaga en aquest tema, especialment encarnat en la tornada: «de sobte ciutats desafien s'univers hostil». Exceptuant la primera i penúltima cançons del disc, «Me sobren paraules» i «Sospitosos», el to general del disc és cada vegada més ombrívol i fred, possiblement en referència a la solitud dels pioners. Segons Bianciotto, a partir de «Pioners» el disc abandona les cançons més solemnes en favor de cançons «més subtils i enigmàtiques, banda sonora d'exploradors que creuen veure "terra ignota"». Segurament instigades per Eastwood, al llarg de l'àlbum hi ha referències cinematogràfiques a El Padrí («Boreal») i a Els canons de Navarone.
«Calgary 88», possiblement la cançó més popular del disc entre el públic general, és la que més es desvia de la temàtica central del disc. La lletra de la cançó narra la història d'amor d'una parella espanyola de patinadors, que promet casar-se si guanya la medalla d'or de patinatge artístic sobre gel als Jocs Olímpics d'Hivern de 1988, celebrats a Calgary. La parella acaba guanyant l'or i casant-se damunt el pòdium, mentre per megafonia sona «Atlantis Is Calling (S.O.S. for Love)» de Modern Talking. Alguns analistes van especular que la cançó està inspirada per la parella de patinadors que realment va guanyar l'or a la categoria de parelles als Jocs Olímpics de 1988, els soviètics Ekaterina Gordeeva i Serguei Grinkov, que van casar-se el 1991. Una altra possible font d'inspiració és el cas del patinador xinès Zhao Hongbo, que va demanar matrimoni a la seva parella Shen Xue després de guanyar el Campionat Mundial de Patinatge de 2007, a Tòquio; la parella es va casar a una pista de gel el setembre de 2010. Tanmateix, Oliver i el vocalista Pau Debon van dir a una entrevista que no sabien de l'existència d'aquestes històries i que no s'havien documentat per escriure la cançó.
La portada del disc és una fotografia diürna de l'edifici de GESA, un edifici racionalista dels anys 70 a primera línia de la costa palmesana que segons alguns distorsiona la vista de La Seu; irònicament, el llibret de Lamparetes inclou una fotografia de la catedral a les últimes pàgines. L'edifici de GESA també casa amb la temàtica principal de l'àlbum, essent un símbol de progrés i de civilització. La cançó «Islas Baleares» narra com «l'edifici de GESA se desmorona», al·ludint al seu abandonament i el debat en torn la seva demolició. A la cançó, Debon canta la tornada en castellà amb un marcat accent britànic i al final de la cançó, la torna a cantar al revés, potser suggerint algun tipus de missatge ocult. Quan Oliver ja la tenia mig composta, va rebre un encàrrec de Junco y Diamante –un tàndem format per Joe Crepúsculo i David Rodríguez (líder de Beef)– per fer una cançó sobre les Balears pel seu disc Las comarcas de Catalunya (vol. 1); Oliver va enviar aquesta cançó.

## Rebuda i llegat
L'àlbum va tenir molt bona rebuda per part de la crítica. Segons alguns, inclòs el mateix Oliver, Lamparetes és el millor disc d'Antònia Font; el guitarrista va dir que és un fet «quasi objectiu» i va explicar com és el disc que «més honestament» voldria sentir d'un altre grup. Joan Cabot el va titllar de «conceptualment impecable» i «formalment exquisit» i va dir que l'àlbum inclou «totes les seves senyes d'identitat». A MondoSonoro, el mateix Cabot va qualificar-lo com «la seva obra més rotunda des de Taxi» i va assenyalar que el grup s'hi havia permès «no dosificar les seves excentricitats». El va puntuar amb un 4,5 sobre 5. A la revista Efe Eme, César Prieto va apuntar que segurament el disc «no és tan immediat» com els seus predecessors, però que «quan t'hi obres ja estàs irremeiablement embruixat». També va destacar la tasca d'Oliver, segons ell capaç d'«[aconseguir] amb materials populars dur les seves cançons a les més altes cotes de bellesa». Xandre de Jenesaispop va qualificar Lamparetes amb un 8,2 sobre 10 i va remarcar com Antònia Font confirmaven ser «referència imprescindible del nostre pop». Xandre va observar com Oliver seguia apostant per l'«escriptura automàtica», però amb una major èmfasi en la «intenció per contar històries» que en treballs anteriors. En la mateixa línia, Roberto Macho de Lafonoteca va assenyalar aquesta mescla de «lletres surrealistes amb altres més narratives» com un dels trets distintius de l'àlbum. Va definir el disc com a «bastant heterogeni», alabant la seva «mestria a l'hora d'enllaçar cançons» de diferent índole, però criticant la inclusió de «Calgary 88», segons Macho «un magnífic tema, però que no casa amb el conjunt de l'àlbum». L'analista va puntuar l'àlbum amb un 4 sobre 5, situant-lo per davall d'Alegria i Batiscafo Katiuscas. Juan Cervera de Rockdelux també en va fer una crítica positiva, tot i opinar que no és el seu millor treball.
Lamparetes va ser recipient del Premi Puig-porret de 2011 i la revista Enderrock el va considerar com el segon millor disc de l'any, per darrere de 10 milles per veure una bona armadura de Manel. Jordi Bianciotto d'El Periódico el va enumerar tercer a la llista dels discs estatals de l'any, per darrere de 10 milles i La joven dolores de Christine Rosenvinge. Indiespot va classificar «Calgary 88» com la cinquena millor cançó estatal de l'any 2011, la primera en català. El desembre de 2011 es va publicar El pop d'Antònia Font. Versions halògenes, un disc de versions d'Antònia Font a càrrec de 19 artistes del país que ampliava Alegria revisitat, un disc de versions d'Alegria. El disc inclou dues versions de Lamparetes: «Me sobren paraules», per Quart Primera, i «Clint Eastwood», per Very Pomelo.
Amb els anys, algunes cançons de Lamparetes han passat a formar part de la cultura popular i han tengut mencions recurrents. El 2018, al programa No ho sé de RAC1, les lingüistes Ana Alarcia i Gisela Gelí van agafar la cançó «Me sobren paraules» com a referència per explicar per què algunes paraules ens agraden, com lapislàtzuli, i d'altres no, com nyu. Enric Xicoy, doctor en comunicació de la facultat de Blanquerna, va modificar una notícia d'El Mundo Deportivo del 1988 i hi va escriure una crònica completament cenyida als fets ficticis que surten a la cançó «Calgary 88», inventant-se una parella de patinadors artístics balears: Catalina Mahó i Marçal Llucmajor. Després, va publicar la notícia falsa a Twitter, en un intent de demostrar que la xarxa social no és una font fiable, «sinó una cafeteria on tothom xerra». En una entrevista a El 9 Esportiu, l'esquiador Marc Pinsach va apuntar la importància del component emocional en el món de l'esport, citant un fragment de «Calgary 88»: «no tot era físic ni mental, també era sentimental»; Pinsach va traçar el paral·lelisme amb les proves d'esquí en què va ajudar Kilian Jornet, motivat pel fet de ser amics. Durant la pandèmia per coronavirus de 2019-2020, diversos músics van interpretar «Calgary 88» des d'un balcó de sa Pobla com un himne de resistència.

## Llistat de cançons
| Núm. | Títol                          | Durada |
| ---- | ------------------------------ | ------ |
| 1.   | «Me sobren paraules»           | 2:40   |
| 2.   | «Coses modernes»               | 3:28   |
| 3.   | «Islas Baleares»               | 3:35   |
| 4.   | «Abraham Lincoln»              | 2:14   |
| 5.   | «Clint Eastwood»               | 4:05   |
| 6.   | «Icebergs i guèisers»          | 2:10   |
| 7.   | «Calgary 88»                   | 3:45   |
| 8.   | «Pioners»                      | 2:08   |
| 9.   | «Boreal»                       | 2:39   |
| 10.  | «Es canons de Navarone»        | 3:09   |
| 11.  | «Carreteres que no van enlloc» | 3:34   |
| 12.  | «Es far de Ses Salines»        | 4:31   |
| 13.  | «Sospitosos»                   | 3:21   |
| 14.  | «Minutos musicales»            | 3:34   |

## Crèdits[calcitació]

### Intèrprets
- Pau Debon: Veu, xilòfon i flauta
- Joan Miquel Oliver: Guitarres, cors i MIDI
- Jaume Manresa: Teclats, piano, cors i MIDI
- Pere Debon: Bateria i cors
- Joan Roca: Baix i cors
- Catalina Roig: Flauta a «Clint Eastwood»

### Producció
- Musica i lletra: Joan Miquel Oliver
- Gravació i mixes: Toni Pastor
- Màster: Jaume Manresa i Joan Miquel Oliver
- Fotos i disseny gràfic: Joan Miquel Oliver
- Art final i format: Carles Llull
- Producció: Antònia Font
- Edició: Robot Innocent Companyia Discogràfica
- Agraïments: Guillem Cortès